# Роллінгвуд (Техас)
Роллінгвуд (англ. Rollingwood) — місто (англ. city) в США, в окрузі Тревіс штату Техас. Населення — 1467 осіб (2020).

## Географія
Роллінгвуд розташований за координатами 30°16′26″ пн. ш. 97°47′11″ зх. д. / 30.27389° пн. ш. 97.78639° зх. д. (30.273786, -97.786455).  За даними Бюро перепису населення США в 2010 році місто мало площу 1,77 км², уся площа — суходіл.

## Демографія
Згідно з переписом 2010 року, у місті мешкало 1412 осіб у 499 домогосподарствах у складі 413 родин. Густота населення становила 798 осіб/км².  Було 516 помешкань (292/км²).
Расовий склад населення:
| - 95,0 % — білих - 2,3 % — азіатів - 0,2 % — корінних американців |

До двох чи більше рас належало 2,0 %. Частка іспаномовних становила 6,5 % від усіх жителів.
За віковим діапазоном населення розподілялося таким чином: 28,8 % — особи молодші 18 років, 58,6 % — особи у віці 18—64 років, 12,6 % — особи у віці 65 років та старші. Медіана віку мешканця становила 43,6 року. На 100 осіб жіночої статі у місті припадало 97,5 чоловіків;  на 100 жінок у віці від 18 років та старших — 93,8 чоловіків також старших 18 років.
Середній дохід на одне домашнє господарство  становив 228 631 долар США (медіана — 176 250), а середній дохід на одну сім'ю — 250 304 долари (медіана — 193 036). За межею бідності перебувало 2,6 % осіб, у тому числі 4,2 % дітей у віці до 18 років та 0,0 % осіб у віці 65 років та старших.
Цивільне працевлаштоване населення становило 689 осіб. Основні галузі зайнятості: освіта, охорона здоров'я та соціальна допомога — 29,6 %, науковці, спеціалісти, менеджери — 23,5 %, фінанси, страхування та нерухомість — 10,2 %, виробництво — 7,4 %.